# Нгапет, Эрвин
Эрвин Нгапет (фр. Earvin Ngapeth; род. 12 февраля 1991, Сен-Рафаэль) — французский волейболист, доигровщик, игрок сборной Франции и клуба «Фенербахче» (Турция). Двукратный олимпийский чемпион (2020 и 2024), чемпион Европы, двукратный победитель Мировой лиги.

## Карьера

### Клубная
В начале своей карьеры Нгапет удачно выступал на молодёжном уровне в составе сборной. Он дважды выигрывал чемпионаты Европы для игроков в возрасте до 19 лет, а также в 2008 году выиграл чемпионат Европы U-21.
Начал профессиональную карьеру в 2008 году в составе «Тура», одной из сильнейших команд Франции. В составе этой команды француз завоевал золото национального чемпионата 2010 года, а спустя год — серебряные медали и титул самого ценного игрока турнира. Также трижды выигрывал Кубок Франции.
В 2011 году перешёл в итальянский «Кунео», с которым стал финалистом Лиги чемпионов. В 2013 году полгода выступал за кемеровский «Кузбасс», с 2014 года игрок «Модены». В июне 2018 года подписал контракт с казанским «Зенитом». В «Зените» дважды стал обладателем Кубка России, но в 2021 году вернулся в «Модену».
В свободное от волейбола время Нгапет увлекается рэп-музыкой. С подросткового возраста он записывает свои композиции под псевдонимом Klima — так его прозвали за непосредственность, способность общаться в любой компании и постоянную смену настроений.

### В сборной
Дебютировал за сборную Франции в 2010 году. Во время чемпионата мира 2010 года в Италии Нгапет был исключён из национальной сборной за нарушения дисциплины, но уже через год вернулся в состав главной сборной страны.
В 2015 году Нгапет стал одним из главных творцов успехов сборной Франции на международной арене. В июле французы выиграли Мировую лигу, а Эрвин был признан лучшим игроком турнира. В конце года сборная Франции впервые стала чемпионом Европы, а Нгапет получил приз лучшему доигровщику.
На летних Олимпийских играх 2020 в Токио вместе со сборной командой завоевал золотые медали, а сам стал MVP турнира.
Летом 2022 года сборная Франции в Болонье в финале Лиги наций со счётом 3:2 обыграла команду США, Нгапет сам стал MVP турнира.
На летних Олимпийских играх 2024 в Париже вместе со сборной командой снова завоевал золотые медали; а сам снова стал MVP турнира, повторив достижение блокирующего из Нидерландов Баса ван де Гора, который также признавался лучшим игроком на двух Олимпиадах (1996, 2000).